# Florian Stork
Florian Stork (* 27. April 1997 in Bünde) ist ein deutscher Radrennfahrer.

## Sportliche Laufbahn
Stork begann seine internationale Karriere im Jahr 2016 beim UCI Continental Team Sauerland NRW und wechselte nach einem Jahr zum Nachwuchsteam des UCI WorldTeams Sunweb, dem Development Team Sunweb. Für diese Mannschaft gelang ihm mit dem fünften Gesamtrang bei der Tour Alsace seine erste bedeutende internationale Platzierung, wo er auch ein Tag das Leadertrikot trug.
Nach guten Trainingsleistungen im Winter 2018/19 erhielt Stork einen Vertrag beim WorldTeam. Zu Beginn der Saison 2021 zeigte er sich stark als Siebter einer Bergankunft des WorldTour-Rennens UAE Tour, musste die Rundfahrt aber auf Rang 12 liegend nach einem Sturz auf der folgenden Etappe, bei dem er sich neben Rippenbrüchen einen Kniescheibenbruch zuzuog, aufgeben.
Zum Saisonbeginn 2025 gelang Stork bei der Trofeo Serra Tramuntana sein erster internationaler Elitesieg, nachdem er sich drei Kilometer  vor dem Ziel aus dem Spitzenfeld absetzen konnte. Beim Giro d’Italia belegte er auf der 15. Etappe den zweiten Tagesrang und beendete seine dritte Italien-Rundfahrt als Helfer von Michael Storer auf dem 20. Gesamtrang.

## Erfolge
2025
- Trofeo Serra Tramuntana

## Wichtige Platzierungen
| Grand Tour            | 2020 | 2021 | 2022 | 2023 | 2024 | 2025 |
| --------------------- | ---- | ---- | ---- | ---- | ---- | ---- |
| Giro d’ItaliaGiro     | –    | –    | –    | DNF  | 74   | 20   |
| Tour de FranceTour    | –    | –    | –    | –    | –    |      |
| Vuelta a EspañaVuelta | –    | –    | –    | –    | –    |      |

| Monument                 | 2020 | 2021 | 2022 | 2023 | 2024 | 2025 |
| ------------------------ | ---- | ---- | ---- | ---- | ---- | ---- |
| Mailand–Sanremo          | –    | –    | –    | 112  | –    | –    |
| Flandern-Rundfahrt       | –    | –    | –    | –    | –    | –    |
| Paris–Roubaix            | –    | –    | –    | –    | –    | –    |
| Lüttich–Bastogne–Lüttich | –    | –    | 120  | –    | –    | –    |
| Lombardei-Rundfahrt      | 66   | –    | –    | 57   | 65   |      |